# La culpa
 La culpa  (títol original: The Accused) és una pel·lícula estatunidenca de William Dieterle estrenada el 1949. Ha estat doblada al català

## Argument
Una professora de psicologia en una Universitat de Califòrnia es defensa de l'atac sexual d'un dels seus alumnes matant-lo de forma accidental. Tanmateix, la persecució d'un detectiu que investiga el cas farà que la dona acabi reconeixent ser culpable d'aquesta mort. En el judici, l'esmentat policia, enamorat d'ella, farà tot el possible perquè sigui declarada innocent.

## Repartiment
- Loretta Young: Dr. Wilma Tuttle
- Robert Cummings: Warren Ford
- Wendell Corey: Tinent Ted Dorgan
- Sam Jaffe: Dr. Romley
- Douglas Dick: Bill Perry
- Suzanne Dalbert: Susan Duval
- Sara Allgood: Sra. Conner
- Mickey Knox: Jack Hunter
- George Spaulding: Dean Rhodes
- Francis Pierlot: Dr. Vinson
- Ann Doran: Miss Rice
- Carole Mathews: Criada
- Billy Mauch: Harry Brice